# Escravatura no mundo muçulmano

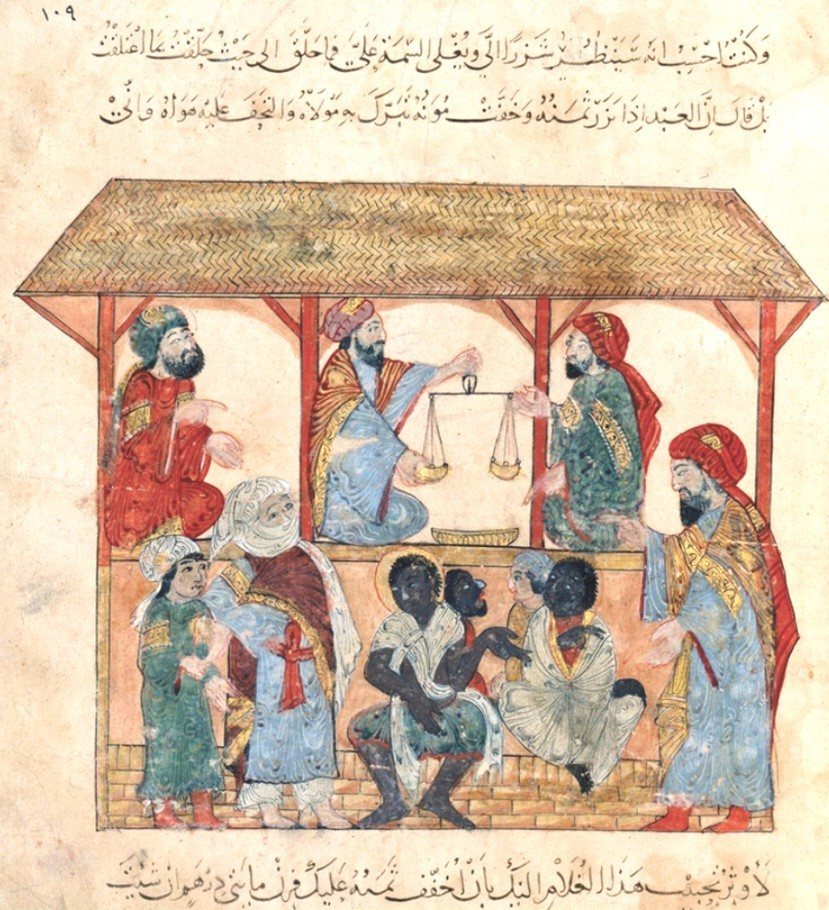
Mercado de escravos árabe no Iémem (gravura do século XIII)

A escravatura no mundo muçulmano desenvolveu-se a partir das práticas escravagistas da Arábia pré-islâmica, e foi por vezes radicalmente diferente, dependendo de factores sócio-políticos, tais como o comércio árabe de escravos.
A sua posse era – e é –, inclusive, permitida pelo Corão. Mesmo, o próprio Profeta Maomé tinha escravos e a Sunna atesta-o.
Ao longo da história islâmica, os escravos desempenharam vários papéis sociais e económicos, desde poderosos emires a trabalhadores manuais duramente tratados. No início da história muçulmana foram utilizados na agricultura, mas este modo foi abandonado após o tratamento cruel levar a revoltas destrutivas de escravos, sendo a mais notável a Rebelião Zanje de 869-883.
Os escravos eram amplamente empregados na irrigação, mineração e criação de animais, mas os usos mais comuns eram como soldados, guardas, trabalhadores domésticos, e concubinas. Muitos governadores dependiam de escravos militares, frequentemente em enormes exércitos permanentes, e escravos na administração a tal ponto que os escravos se encontravam por vezes em posição de tomar o poder.
Várias estimativas do número de escravos detidos ao longo de doze séculos no mundo muçulmano são 12,8 milhões 11 milhões ou 14 milhões; outras estimativas indicam um número entre 12 e 15 milhões de escravos antes do século XX - estes números referindo-se apenas a escravos africanos, que constituíam a maior parte do comércio, no qual participavam também activamente líderes africanos.
O Alcorão recomenda, embora não obrigue, a libertação dos escravos como forma de expiar os pecados ou simples acto de humanidade, embora o conselho não fosse muito seguido. Bernard Lewis sustenta que, em tempos mais recentes, parece que embora os escravos sofressem frequentemente terríveis privações desde a captura até à sua  chegada ao seu destino final, uma vez colocados numa família eram razoavelmente bem tratados e aceitos, em certo grau, como membros do grupo familiar. Piores condições aguardavam aqueles empregues nas minas, drenagem de pântanos e outros trabalhos esgotantes; nas minas de sal do Saara nenhum escravo teria uma esperança de vida de mais de cinco anos, e viviam e morriam na miséria. 
O comércio árabe de escravos foi mais activo na Ásia Ocidental, Norte de África, e Sudeste de África. No início do século XX (após a Primeira Guerra Mundial), a escravatura foi gradualmente banida e suprimida em terras muçulmanas, em grande parte devido à pressão exercida por nações ocidentais como a Grã-Bretanha e a França.
Entre os últimos Estados a abolir oficialmente a escravatura encontram-se a Arábia Saudita e o Iémen, que aboliram a escravatura em 1962 sob pressão da Grã-Bretanha; Omã em 1970; e a Mauritânia em 1905, 1981, e de novo em Agosto de 2007. Contudo, a escravatura que reivindica a aprovação do Islão está actualmente documentada nos países predominantemente islâmicos do Sahel e é também praticada em territórios controlados pelos grupos jiadistas islâmicos e em países como a Líbia e a Mauritânia, apesar de ser proibida. O tratamento actual dos trabalhadores estrangeiros na Arábia Saudita é extremamente próximo da escravidão; a própria condição das mulheres sauditas é comparada á escravatura.

## Escravidão na Arábia pré-islâmica
A escravatura era amplamente praticada na Arábia pré-islâmica, bem como no resto do mundo seu contemporâneo.
Os escravos eram principalmente negros de origem etíope, como Bilal ibne Rabá, e uma minoria eram escravos europeus e caucasianos, provavelmente trazidos por caravanas árabes (ou produto de capturas beduínas) que remontavam aos tempos bíblicos. Também existiam escravos árabes nativos, como Zaíde ibne Harita, que mais tarde se tornou o filho adoptivo de Maomé. No entanto, os escravos árabes, geralmente obtidos como cativos, eram usualmente resgatados entre as tribos nómadas. A população de escravos aumentou devido ao costume do abandono de crianças, ou rapto, ou, ocasionalmente, pela venda de crianças pequenas. Se a escravatura por dívidas ou a venda de crianças pelas suas famílias era comum é contestadaː R. Brunschvig argumenta que era raro. As pessoas livres poderiam vender os seus descendentes, ou mesmo eles próprios, em escravatura. A escravidão também era possível como consequência de cometer certas ofensas contra a lei, como no Império Romano.
Existiam duas classes de escravos: o comprado, e o escravo nascido na casa do seu amo. Sobre este último, o senhor tinha direitos completos de propriedade, embora fosse pouco provável que estes escravos fossem vendidos ou alienados pelo dono. As escravas eram por vezes obrigadas a prostituir-se em benefício dos seus senhores, de acordo com os costumes do Próximo Oriente.

## Escravidão na Arábia islâmica
Montgomery Watt opina que a expansão da "pax islamica" de Maomé na península Arábica, ao reduzir a guerra e os ataques reduziu as oportunidades de escravização dos homens livres. De acordo com o Islão, tornou-se proibido a um muçulmano escravizar outro muçulmano. A partir daí, os escravos tiveram de ser procurados fora das fronteiras do império, por captura, compra ou tributo.
Segundo o historiador Bernard Lewis, o crescimento da população escrava interna através do seu aumento natural era insuficiente para manter os seus números. Ele aponta vários motivos. A libertação pelos homens livres dos seus próprios descendentes nascidos de mães escravas foi uma das razões. A libertação dos escravos como um acto de devoção, foi outro factor.
Uma grande proporção de escravos masculinos importados eram eunucos. Reuben Levy afirma que, de acordo com o Alcorão e as tradições islâmicas, tal emasculação era censurável. Alguns juristas como al-Baydawi consideraram a castração como sendo mutilação, estipulando a aplicação da lei para a impedir. Contudo, na prática, a castração era frequente. O processo, feito em crianças e adolescentes, e que incluía habitualmente remoção do pénis, provocava um elevado número de mortos devido a infeções.
Os escravos militares que ascendiam a posições de poder eram geralmente libertados em alguma fase das suas carreiras; a sua descendência era já de indivíduos livres.
Em geral, apenas as ordens inferiores de escravos - trabalhadores domésticos e manuais - permaneciam na condição de servidão e transmitiram essa condição aos seus descendentes, que não eram muitos - o sexo casual não era permitido e o os casamentos não eram encorajados.
Havia um elevado número de mortos entre todas as classes de escravos, desde os grandes comandantes militares aos domésticos. Os escravos vinham principalmente de lugares remotos, e, sem imunidade natural, morreram em grande número de doenças endémicas bem como epidémicas. 

## Desenvolvimento do tráfico
Bernard Lewis comenta ser um dos tristes paradoxos da história humana que as reformas humanitárias trazidas pelo Islão resultassem num enorme desenvolvimento do comércio de escravos no interior, e ainda mais no exterior, do império islâmico. As injunções islâmicas contra a escravidão dos muçulmanos levaram à importação maciça de escravos do exterior.

Principais redes de tráfico árabe de escravos em África na Idade Média

O comércio de escravos "árabe" é por vezes chamado comércio de escravos "islâmico". Lewis afirma que os politeístas e idólatras eram vistos principalmente como fontes de escravos, a serem importados para o mundo islâmico e moldados de maneira islâmica, e uma vez que não possuíam religião própria considerada digna dessa menção, como recrutas naturais para o Islão. 
Na prática, os muçulmanos em África tinham uma atitude cautelosa em relação a conversões, pois elas poderiam reduzir o número de potenciais escravos. 
O comércio de escravos árabes ou islâmicos durou muito mais tempo do que o comércio atlântico de escravos ou europeu: começou em meados do século VII e sobrevive hoje na Mauritânia e no Sudão. Com o comércio de escravos islâmico, falamos de 14 séculos e não de quatro. Além disso, "enquanto a proporção de géneros de escravos no comércio atlântico era de dois machos para cada fêmea, no comércio islâmico, eram duas fêmeas para cada macho", segundo Ronald Segal. Um número muito elevado de escravos era utilizado para fins domésticos. O concubinato era para aqueles que podiam pagá-lo e não havia descrédito em ter mulheres como objectos sexuais.
No século VIII, a África foi dominada pelos árabes berberes no norte: o Islão avançou para sul ao longo do rio Nilo e dos trilhos do deserto. Uma fonte de escravos era a Dinastia Salomónica da Etiópia, que exportava frequentemente escravos nilotas das suas províncias fronteiriças ocidentais, ou de províncias muçulmanas recém-conquistadas ou reconquistadas. Os sultanatos etíopes muçulmanos também exportavam escravos, tais como o Sultanato de Adal.
Durante muito tempo, até ao início do século XVIII, o Canato da Crimeia manteve um comércio maciço de escravos com o Império Otomano e o Médio Oriente. Entre 1530 e 1780 houve possivelmente 1 milhão ou 1,25 milhões de cristãos europeus brancos escravizados pelos muçulmanos da Costa Berbere no Norte de África (ver: Escravidão branca).

## Os papéis dos escravos

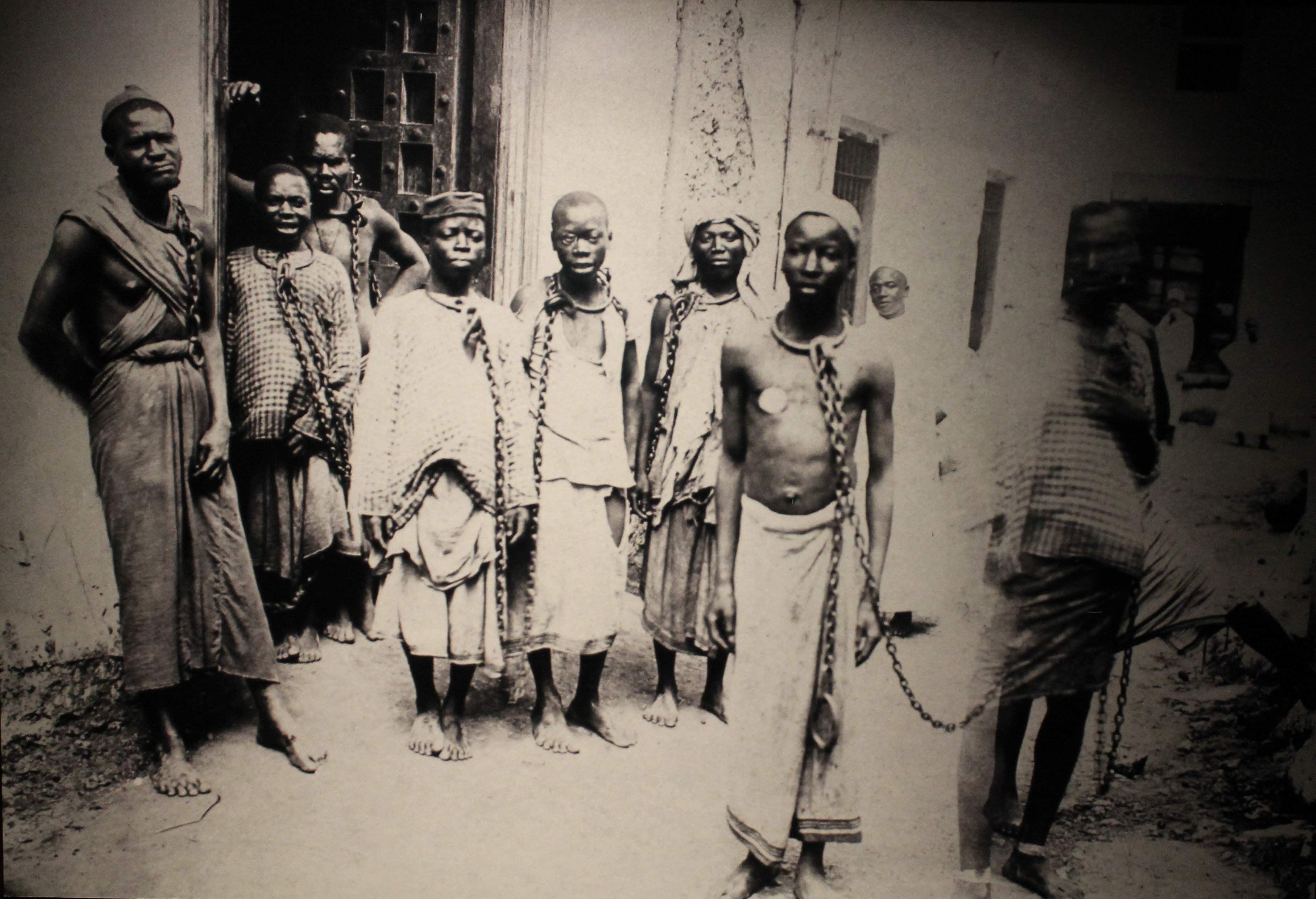
Mercado de escravos em Zanzibar no segundo terço do século XIX. Aí funcionou um dos últimos mercados árabes de escravos, até ser fechado pelos britânicos em 1873.

Um sistema de trabalho em plantações, muito semelhante ao que surgiria nas Américas, desenvolveu-se cedo, mas com tais consequências - como a rebelião Janz - que a partir daí tal opção foi relativamente rara. Além disso, a necessidade de mão-de-obra agrícola, num mundo islâmico já com grandes populações camponesas, não era tão premente como nas Américas. Os escravos no Islão iam principalmente para o sector dos serviços - eram concubinas e cozinheiros, carregadores e soldados - com a escravatura em si mesma principalmente uma forma de consumo e não um factor de produção. A prova mais reveladora disto é encontrada na relação dos génerosː entre os escravos negros comercializados no império islâmico ao longo dos séculos, havia aproximadamente duas fêmeas para cada macho, e quase todas estas escravas tinham ocupações domésticas. Para algumas, isto também incluía relações sexuais com os seus senhores. Este era um motivo legal para a sua compra, e o mais comum.
O serviço militar era também um papel comum para os escravos. Os bárbaros para além das fronteiras eram amplamente recrutados para os exércitos imperiais. Estes recrutas frequentemente progrediam nos exércitos do império, obtendo por vezes altos postos.
Os escravos que revelassem algum talento recebiam educação musical, literária e artística. Na Idade Média, a maioria dos cantores, bailarinos e músicos eram escravos ou de origem escrava.

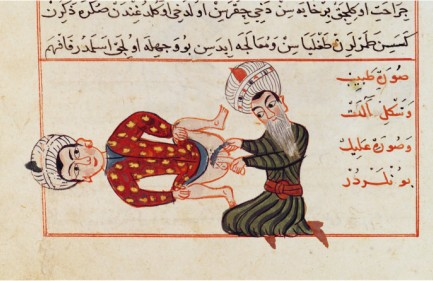
Operação de castração total (gravura muçulmana de cerca de 1466). Se realizada em adultos, a mortalidade poderia atingir 75 a 80%. Nas crianças, 30 a 40% não sobreviviam.

A partir de cerca de 661, no Califado Omíada, escravos eunucos guardavam os haréns, que se tornaram cada vez mais numerosos e povoados de concubinas, além das esposas legítimas. Segundo várias fontes, incluindo Reuben Levy, o Islão proíbe a castração, não existindo no Alcorão uma proibição específica, parecendo ter existido antes uma espécie de consenso tácito contra - portanto eram adquiridos escravos já castrados no exterior do império por membros de outras religiões, como as judaica e cristã. A mortalidade após esse processo, devido a hemorragias e infeções subsequentes, era enorme, o que fazia com que os preços de tais escravos fossem os mais altos. Os eunucos negros, que, ao contrário dos brancos, sofriam habitualmente a amputação total - testículos e pénis - eram os guardiões dos haréns. A guarda dos haréns - que não foram uma inovação islâmica, pois já existiam em culturas anteriores - foi, depois do véu e da reclusão, a fase seguinte duma cada vez maior segregação e degradação das mulheres.
Conforme o declarado no Alcorão, eram direitos dos homens terem relações sexuais com mulheres escravas ("aquelas que a tua mão direita possui" ) compradas ou capturadas na guerra, e a divorciarem-se com facilidade. Essas noções eram semelhantes às do casamento judaico e também, em alguns aspectos, ao casamento zoroastriano, praticado pela elite governante iraniana nas regiões limítrofes da Arábia.
Por razões não muito claras, os eunucos passaram a ser cada vez mais utilizados pelos governantes como conselheiros, consultores e tutores e, por fim, a dirigir efectivamente os lugares santos de Meca e Medina, onde eram tratados com grande respeito. Talvez acontecesse que, não sendo preocupados pelo sexo, eram mais propensos a serem devotados e leais, ou dados a preocupações espirituais em vez de corporais.

### Escravatura militar

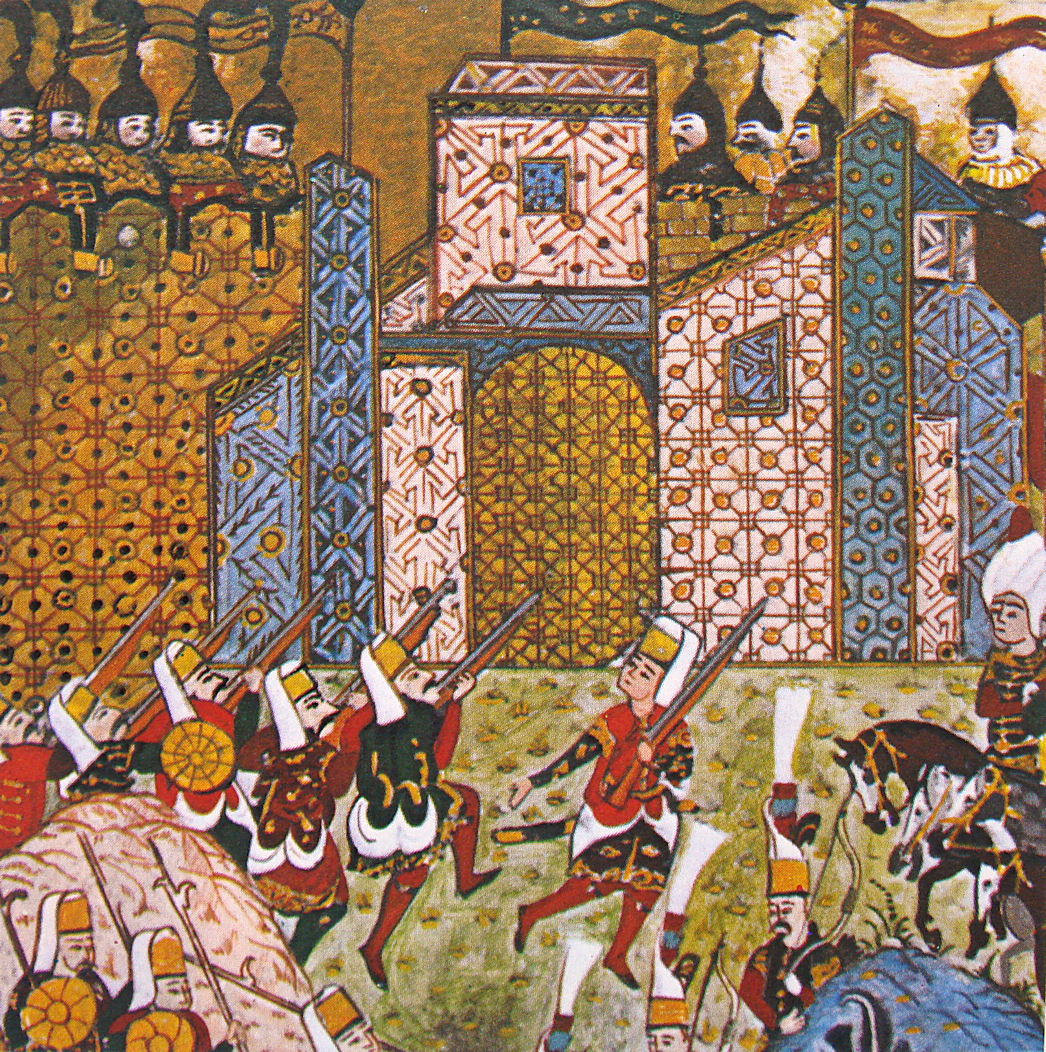
Janízaros no cerco de Rodes, em 1522 (miniatura otomana)

O sistema de escravidão militar foi largamente utilizado no Médio Oriente, começando com a criação do corpo de escravos-soldados turcos (os gulans] ou mamelucos) pelo califa abássida al-Mu'tasim nos anos 814/815. As tropas turcas chegaram a dominar o governo egípcio de 1254 a 1811, estabelecendo um padrão em todo o mundo islâmico de uma classe militar dominante, muitas vezes separada da população pela etnia, cultura e mesmo religião, um paradigma que encontrou o seu apogeu nos Mamelucos do Egipto e no corpo de janízaros do Império Otomano, instituições que sobreviveram até ao início do século XIX.
Em meados do século XIV, o Sultão otomano Murade I criou um exército de escravos, o chamado Kapıkulu A nova força militar foi formada levando pela força crianças cristãs de terras recém-conquistadas, especialmente das distantes áreas do seu império, num sistema conhecido por devshirme ( "imposto infantil", "imposto de sangue" ou "coleta") cuja primeira referência histórica data de 1395. As crianças cativas eram forçadas a converter-se ao Islão. Os jovens rapazes eram treinados e educados ao longo de vários anos. Aqueles considerados especialmente aptos foram treinados em habilidades avançadas de guerra, colocados ao serviço pessoal do sultão, e incorporados nos Janízaros, um ramo de infantaria de elite dos Kapıkulu. Apesar do modo de recrutamento, vários pais das crianças entregavam-nas de bom grado, vendo a possibilidade de uma boa carreira no exército.
Semelhantes aos Janissários nas origens e meios de desenvolvimento foram os Mamelucos do Egito na Idade Média. Eram geralmente crianças, não muçulmanas, sobretudo turcas,  que tinham sido raptadas ou compradas como escravas. Os jovens eram seguidamente educados e treinados para se tornarem soldados islâmicos, que serviram os califas muçulmanos e os sultões aiúbidas durante a Idade Média. Os primeiros mamelucos serviram os califas abássidas em Baguedade, no século IX. Com o tempo, tornaram-se uma poderosa casta militar, e em mais do que uma ocasião, tomaram o poder, por exemplo, governando o Egito de 1250 a 1517.

### Concubinas e eunucos
Tal como o judaísmo e o cristianismo anteriores, o Islão pressupõe a existência de escravatura; tanto o Alcorão como os Hádices aceitam a escravatura como uma instituição bem enraizada, parte da ordem natural das coisas.

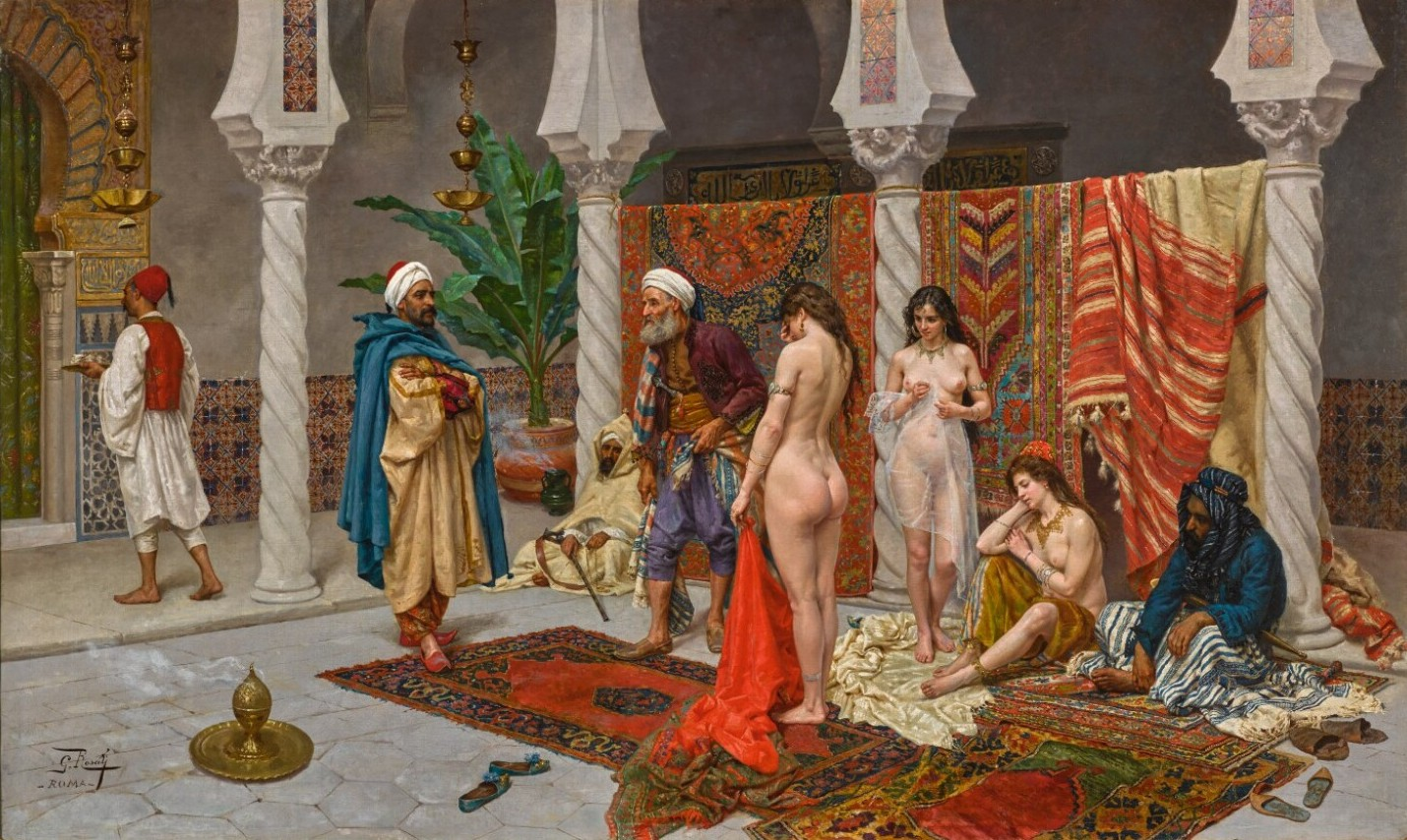
Inspeção das recém-chegadas; quadro de Giulio Rosati

Quando o Islão surgiu na Península Arabica, já a escravidão era bastante difundida, assim como no mundo daquele tempo. As tribos nómadas capturavam escravos durante raides, ou compravam-nos a traficantes profissionais. Os homens podiam ser libertados em troca de um resgate. O tratamento das mulheres era diferente, faziam parte do saque e eram divididas entre os combatentes, estando ao dispor dos seus captores, uma prática que continuou a ser seguida após o estabelecimento do Islão.
Três das várias esposas de Maomé eram escravas, foram obtidas em combate - Raiana binte Zaide (uma judia dos Banu Curaiza), Juaria binte Alharite (dos Banu Mustalique), e Safia binte Huiai (judia, dos Banu Nadir). O caso de Maria, a Copta, era diverso - escrava, fora oferecida a Maomé, juntamente com uma irmã, e um escravo eunuco, pelo governador do Egito, Mucaucis (ou Al-Muqawqis). Mantida afastada das esposas de Maomé, foi, segundo as fontes islâmicas mais antigas, sua concubina até à morte deste.
Contudo, as fontes históricas disponíveis mostram que o concubinato não era comum antes de Maomé e do surgimento do Islão, só tendo aumentado como resultado das conquistas militares. Estas possibilitaram o crescimento de grandes haréns, mantidos pelos califas e pelos com meios de fortuna, que aprisionavam as mais belas mulheres, guardadas por essa "criatura deplorável", o eunuco.
A élite masculina muçulmana já na era dos Omíadas e ainda mais na dos Abássidas, tinha possibilidade de adquirir tantas concubinas quanto desejasse, e em números não imaginados na época de Maomé. A abundância de concubinas provocou uma desvalorização do papel das esposas legítimas; ao contrário daquelas, elas tinham direitos legais, relações familiares e podiam, até certo ponto, negociar os termos do casamento. Como nota Nabia Abbott, adquirir uma esposa era uma questão muito mais séria do que armazenar concubinas, facilmente descartáveis ou até mortas sem que surgissem problemas. Com o tempo, houve um número cada vez menos de casamentos reais, e a concubina preferida reinava quase suprema no palácio dos califas. Contudo a sua posição, assim como a das restantes mulheres do harém, era bastante instável e materialmente insegura ; provavelmente gastariam muita da sua energia e engenho a tentar garantir a sua própria segurança e a da sua descendência.
Os eunucos, sobreviventes da traumática mutilação a que tinham sido sujeitos, eram eles próprios também prisioneiros dos haréns que guardavam. Para Tidiane N'Diaye, escritor e antropólogo franco-senegalês, a prática da castração a tal escala equivale a genocídioː a castração de milhões de seres humanos, programada para a desaparição total dos negros do mundo árabe-muçulmano, impedidos de ter descendência.

## Fases do tráfico
De início, o maior número de escravos era obtido através das conquistas militares na Ásia Central, África, e Europa de Leste. As guerras de conquista do Islão, que continuaram através da Idade Média, produziram um grande fluxo de prisioneiros, dos dois sexos, muitos dos quais eram transformadas em escravos. O fascínio da aquisição de escravos tornou-se para muitos dos fiéis um motivo imperioso para seguir a jiade.
A busca de escravos não se limitava a terra; havia também a pirataria no mar do Mediterrâneo, e raides de surpresa nas costas cristãs, que produziam um contínuo fornecimento de escravos às terras do Norte de África. Os reinos cristãos, da Península Ibérica ao Império Bizantino, respondiam de igual maneira, fazendo cativos mouros, que eram postos a trabalhar nos campos, nas casas ou nas galés. De modo algum, porém, o tráfico de escravos era absoluto monopólio dos traficantes e piratas muçulmanosː mercadores cristãos de Veneza, a meio do século VIII e no século IX, mantiveram comércio de escravos com o império muçulmano em expansão. Nos séculos nono e décimo, também mercadores judeus tomaram parte no tráfico de escravos eslavos, que eram muito procurados. Os eslavos eram estimados pelas suas qualidades como guerreiros e criados, e como eunucos. No Iraque do século IX, a maioria dos eunucos brancos seriam eslavos.

### Escravatura na Índia
Comenta o historiador Will Durant que a conquista muçulmana da Índia foi provavelmente a mais sangrenta da história. Desde as invasões de Maomé ibne Alcácime até aos dias de Amade Xá Durrani no século XVIII,a escravidão, distribuição e venda de escravos hindus foram sistematicamente praticados por invasores e governantes muçulmanos da Índia.
Nas conquistas muçulmanas, que se iniciaram no século VIII, os exércitos do comandante omíada Maomé ibne Alcácime escravizaram dezenas de milhares de prisioneiros indianos, incluindo tanto combatentes como civis.
No início do século XI o historiador árabe Alutebi registou que em 1001 os exércitos do sultão Mamude de Gásni conquistaram Pexauar e Uaiande (capital de Gandara) após a Batalha de Pexauar, e capturaram cerca de 500 000 jovens. Mamude invadiu e saqueou os templos e as cidades mais ricas nas regiões da Índia actual dezassete vezes, fazendo milhares de escravos, e usou os saques para construir a sua capital em Gásni.
Mais tarde, após a sua décima segunda incursão na Índia em 1018/1019, Mamude regressou com um número tão grande de escravos que o seu valor se tornou irrisório. O preço invulgarmente baixo fez, segundo Alutebi, com que muitos comerciantes viessem de cidades distantes para os comprar, "de modo que os países da Ásia Central, Iraque e Coração foram inundados com eles, e os claros e os escuros, os ricos e os pobres, foram misturados numa comum escravatura".
Cobadim Aibaque, um ex-escravo, foi o primeiro sultão de Déli e sua dinastia conseguiu conquistar grandes áreas do norte da Índia. Apenas numa das suas batalhas, reduziu à escravatura cerca de 50 mil homens indianos.
Em 1398, Timur (ou, como é erradamente conhecido, Tamerlão) "um monstro de crueldade" mesmo para os padrões da época, invade a Índia, com a justificação de que o território que ele planeava invadir não era islâmico, ou não era suficientemente islâmico. Marchou com os seus exércitos para Deli, ordenou a execução de cem mil prisioneiros que estorvavam a progressão do seu exército, e arrasou e saqueou Déli de tal maneira que esta levou um século a recuperar. Timur não estava porém interessado em administrar o território conquistado; após a vitória, retirava com os despojos de guerra, que incluíam milhares de escravos e frequentemente tinha de reconquistar cidades e territórios.
Não há uma estimativa oficial do número total de mortes de hindus nas mãos dos invasores. Estima-se que foram mortos num número superior a 6 milhões; Kishori Saran Lal estimou em tempos que a população indiana teria diminuído em 50 milhões sob o Sultanato, o que seria difícil de comprovar. Para além das mortes, milhões de hindus desapareceram por via da escravidão.

### Escravatura no Império Otomano
A escravatura era uma parte importante da economia do Império Otomano e da sociedade otomana.

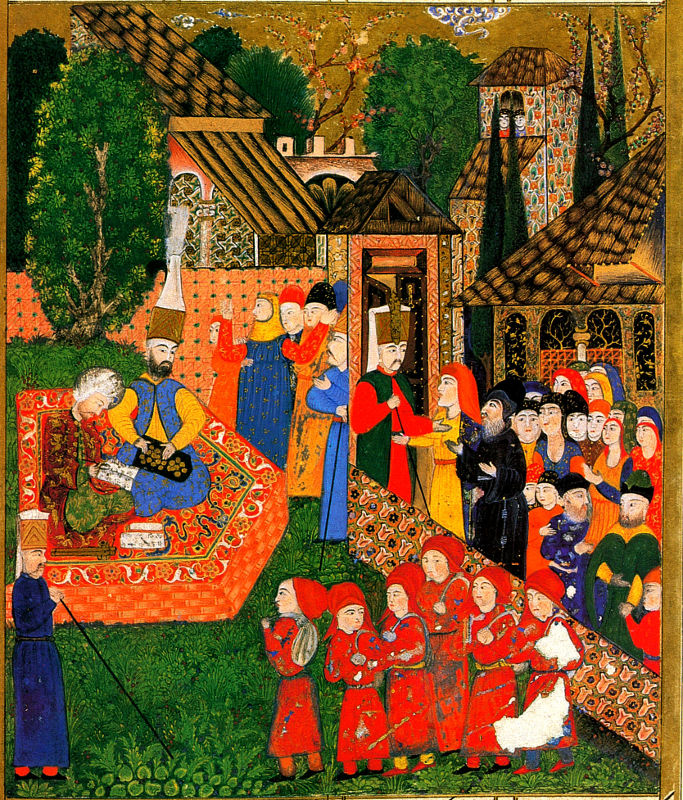
Um funcionário otomano e o seu assistente registam as crianças para o o devshirme. Miniatura otomana de 1558

A escravidão sexual foi uma parte central do sistema escravagista otomano ao longo da história da instituição. Mesmo após várias medidas de proibição da escravatura no final do século XIX, a prática continuou, em grande parte, inabalável no início do século XX. Em 1908, escravas ainda eram vendidas no Império Otomano.
Um membro da classe escrava otomana poderia chegar alcançar um elevado estatuto. Eunucos negros foram encarregados de guardar os haréns, enquanto os eunucos brancos preenchiam funções administrativas. Os Janízaros eram os soldados de elite dos exércitos imperiais, recolhidos na infância entre os cristãos como um "tributo", enquanto os escravos capturados em raides ou como prisioneiros de guerra, tripulavam as embarcações imperiais. Na realidade, escravos estavam frequentemente na vanguarda da política otomana. A maioria dos funcionários do governo otomano foram comprados escravos, criados livres, e parte integrante do sucesso do Império Otomano desde o século XIV até ao século XIX. Muitos funcionários possuíam eles próprios um grande número de escravos, embora o próprio Sultão fosse de longe o maior proprietário. Ao criar e treinar escravos como funcionários na Escola Palaciana, em Topkapi, os otomanos criaram administradores com conhecimento profundo do governo e lealdade fanática.
Os otomanos praticavam devshirme - jovens cristãos da Europa de Leste e Anatólia eram retirados das suas casas e famílias, educados como muçulmanos, e alistados nos Janízaros, que se tornaram uma facção decisiva nas invasões otomanas da Europa. A maioria dos comandantes militares das forças otomanas, administradores imperiais, e governantes de facto do Império, tais como Pargali Ibraim Xá e Sokollu Mehmet Paxá, foram recrutados desta forma.

### Escravatura nos Sultanatos do Sudeste Asiático

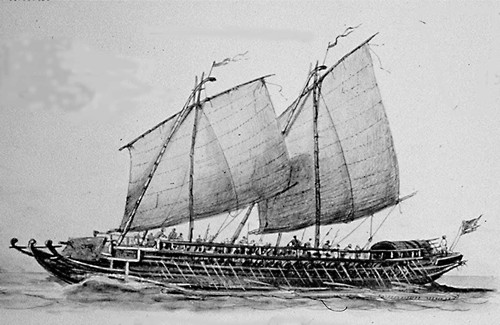
Um lanong, navio de guerra iranum do final do século XVIII com três filas de remadores de cada lado. Com mais de 30 metros de comprimento, estas embarcações estavam equipadas com mais de 190 homens.(Ilustração de Rafael Monleón de 1890)

Nas Índias Orientais, a escravatura era comum até ao final do século XIX. O tráfico de escravos estava centrado nos Sultanatos muçulmanos do Mar de Sulu: o Sultanato de Sulu, o Sultanato de Maguindanao, e a Confederação dos Sultanatos de Lanao. As economias destes sultanatos dependiam fortemente do comércio de escravos.
Estima-se que de 1770 a 1870, cerca de 200 a 300 mil pessoas foram feitas escravas pelos escravagistas dos povos iranuns e banguinguis, em ataques aos navios em passagem bem como em raides costeiros em povoações no Estreito de Malaca, Java, a costa sul da China e as ilhas para além do Estreito de Macáçar. Entre esses escravos havia também ocasionais prisioneiros europeus, e chineses, que eram normalmente resgatados através de intermediários do Sultanato de Sulu.
A economia dos sultanatos de Sulu era largamente gerida por escravos e pelo comércio de escravos. Os escravos eram os principais indicadores de riqueza e de estatuto, e eram a fonte de mão-de-obra para as explorações agrícolas, pescas e oficinas dos sultanatos. Na década de 1850, os escravos constituíam 50% ou mais da população do arquipélago de Sulu.
Os ataques piratas foram por fim subjugados por várias grandes expedições navais das forças espanholas e locais entre 1848 e 1891, incluindo bombardeamentos retaliatórios das costas e a captura de povoações. Nessa altura, os espanhóis tinham também adquirido barcos a vapor, que podiam facilmente ultrapassar e destruir os navios dos adversários.

### Escravatura no Califado de Socoto

Africa Ocidental em 1875ː o Califado de Socoto abrangia toda a zona a verde

O Califado de Socoto foi um califado muçulmano sunita na África Ocidental,  foi fundado em 1809 após as jiades fulas. Foi o estado mais próspero na África Ocidental do século XIX, e determinou o fim das cidades-estado dos Hauçás. Ele agrupava vários emirados, bastante populosos. Durante a sua expansão militar, foram adquiridos milhares de escravos nos territórios conquistados, os quais eram a mão-de-obra dominante em grandes plantações.
O fundador, Usmã dã Fodio, considerava que os Hauçás se tinham afastado do verdadeiro Islão, lançando portanto uma jiade, que estabeleceu o califado de Socoto e reduziu á escravidão tanto não muçulmanos como muçulmanos heréticos. Cerca de 1900, o califado tinha um número de escravos estimado entre um milhão e dois milhões e meio de indivíduos. O califado sobressaiu pela sua atitude relativamente liberal em relação ás mulheres, que tinham oportunidades de educação e liderança.
Em 1903 os britânicos derrotaram o último califa e transformaram a zona num protectorado.

## Séculos XIX e XX

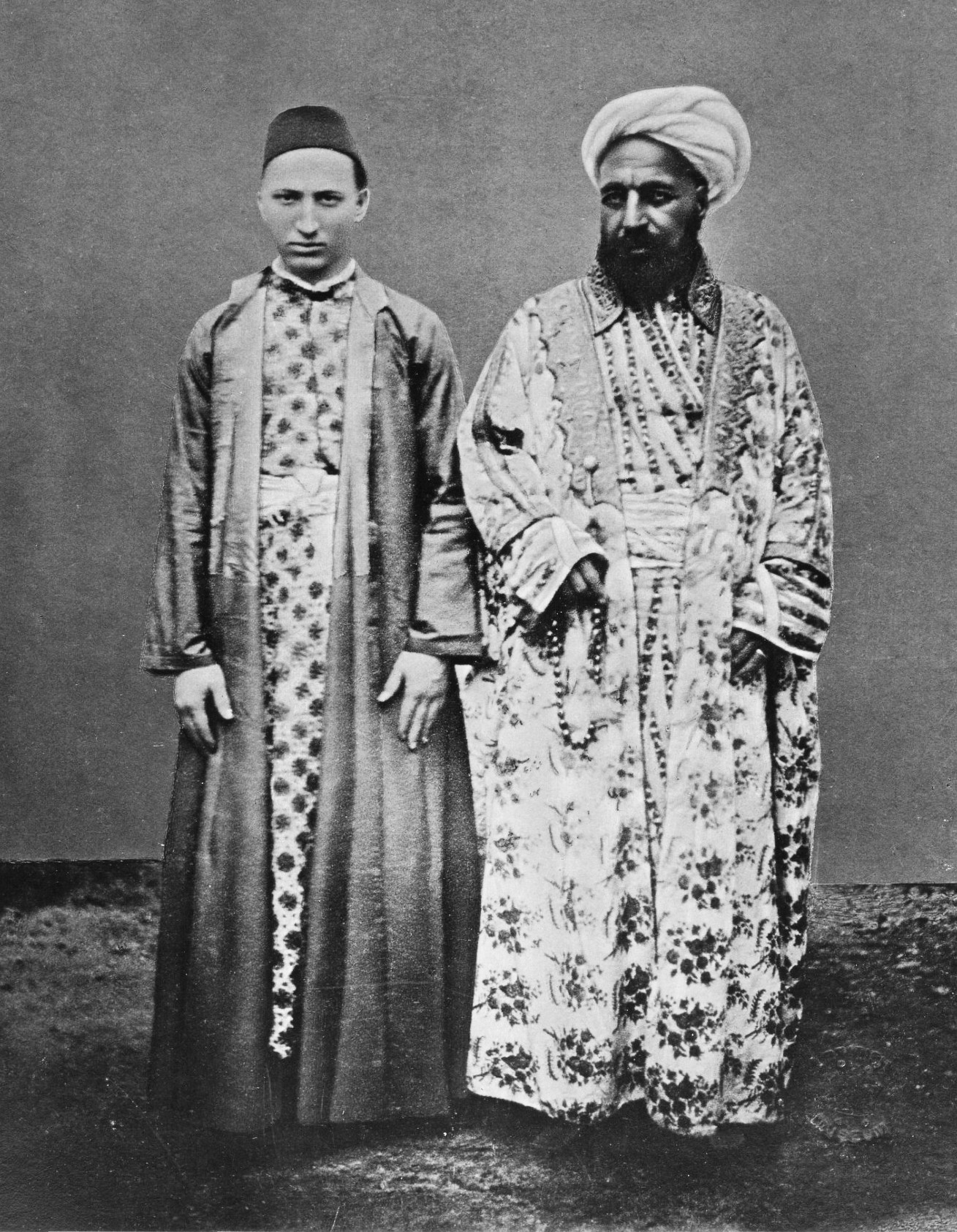
Comerciante de Meca (direita) e seu escravo branco circassiano. Intitulado Vornehmner Kaufmann mit seinem cirkassischen Sklaven ("distinto comerciante e seu escravo circassiano) por Christiaan Snouck Hurgronje (c. 1888) (ver: Escravidão branca).

O forte movimento abolicionista no século XIX em Inglaterra e mais tarde noutros países ocidentais começou a influenciar os territórios muçulmanos. Embora a "posição do escravo doméstico na sociedade muçulmana fosse, na maioria dos aspectos, melhor do que na antiguidade clássica ou nas Américas do século XIX", talvez devido à regulamentação pela Xaria, os incentivos e as oportunidades para os escravos serem libertados significaram que havia um forte mercado para novos escravos e, portanto, um forte motivo para escravizar e vender seres humanos.
As terríveis dificuldades e perdas de vidas resultaram frequentemente dos processos de aquisição e transporte de escravos para terras muçulmanas e isto chamou a atenção dos opositores europeus da escravatura. A pressão contínua dos países europeus acabou por ultrapassar a forte resistência dos conservadores religiosos que mantinham que "proibir o que Deus permite é uma ofensa tão grande como permitir o que Deus proíbe." A escravatura, aos seus olhos, era "autorizada e regulada pela lei sagrada" Por fim, as ordens do Império Otomano contra o tráfico de escravos foram emitidas e postas em prática.
A escravatura nas formas de tecelões de tapetes, cortadores de cana-de-açúcar, jockeys de camelo, escravos sexuais, e até pura e simples propriedade móvel, existe ainda hoje em alguns países muçulmanos (embora alguns tenham questionado a utilização do termo escravatura como uma descrição exacta).

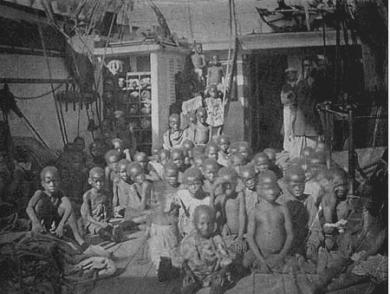
Crianças negras (futuras escravas) resgatadas pela Marinha Real britânica ao largo da costa da África Oriental, cerca de 1869

Segundo um artigo de 1886 no The New York Times, o Império Otomano permitiu que um comércio de mulheres e meninas escravas prosperasse durante o final do século XIX, ao mesmo tempo que o negava publicamente. As escravas sexuais vendidas no Império Otomano eram principalmente de três grupos étnicos: circassianas, sírias e núbias. As circassianas eram frequentemente enviadas por líderes circassianos como presentes aos otomanos. Eram as mais caras, atingindo preços da época até 500 liras turcas, e as mais populares entre os turcos. As escravas seguintes mais populares eram as sírias. O seu preço podia chegar a trinta liras. Em todas as regiões costeiras da Anatólia, sírias eram vendidas. As núbias eram as mais baratas e menos populares, custando até 20 liras.
Ao contrário das sociedades ocidentais que desenvolveram movimentos antiescravatura, nenhuma organização deste tipo se desenvolveu nas sociedades muçulmanas. Na política muçulmana, o Estado interpretava a lei islâmica. Isto alargou então a legitimidade ao tráfico de escravos.
Segundo o explorador e abolicionista britânico Samuel Baker, que visitou Cartum em 1862, seis décadas após os britânicos o terem declarado ilegal, o comércio de escravos era a indústria que "mantinha Cartum como uma cidade vibrante" A partir de Cartum, os traficantes de escravos atacavam aldeias africanas ao sul, pilhando e destruindo para que os sobreviventes, reduzidos á pobreza, fossem obrigados a colaborar com os escravagistas na sua próxima excursão contra as aldeias vizinhas. Mulheres, crianças e jovens adultos capturados eram vendidos nos mercados de escravos.

## Supressão e proibição noséculo XX
Em Istambul, a venda de mulheres negras e circassianas foi conduzida abertamente até à aprovação da Constituição em 1908.
Ao longo dos séculos XIX e XX, a escravatura tornou-se gradualmente proibida e suprimida em terras muçulmanas, devido a uma combinação de pressões exercidas por nações ocidentais como a Grã-Bretanha e a França, pressões internas de movimentos abolicionistas islâmicos, e pressões económicas. Pelo Tratado de Gidá, em Maio de 1927 (art.7), concluído entre o governo britânico e Ibn Saud, foi acordado suprimir o comércio de escravos na Arábia Saudita. Depois, por decreto emitido em 1936, a importação de escravos para a Arábia Saudita foi proibida, a menos que se pudesse provar que já eram escravos nessa data.
Em 1953, os xeiques do Catar que assistiram à coroação da Isabel II do Reino Unido, incluíram escravos nas suas comitivas, e voltaram a fazê-lo noutra visita cinco anos mais tarde.
Em 1969, podia observar-se que a maioria dos Estados muçulmanos tinha abolido a escravatura, embora esta existisse nos desertos do Iraque fronteiriços à Arábia Saudita e ainda florescesse na Arábia Saudita, no Iémen e em Omã.
A escravatura só foi formalmente abolida no Iémen e em Omã no ano seguinte. A última nação a decretar - no papel, e por três vezes, em 1905, 1981, e 2007 - a abolição da prática da escravatura e do tráfico de escravos foi a República Islâmica da Mauritânia. A escravatura continua porém a existir naquele país e o governo persegue, prende e tortura os antiesclavagistas.

## Escravidão no mundo muçulmano nos séculos XX e XXI
No início do século XX, antes da "reabertura" do assunto da escravatura por estudiosos salafitas como o saudita Saleh al-Fawzan, autores islâmicos declararam a escravatura desactualizada, mas sem de facto apoiarem claramente a sua abolição. Isto levou pelo menos um estudioso, William G. Clarence-Smith, a lamentar a "recusa obstinada de Abul Ala Maududi em desistir da escravatura"  e as notáveis "evasões e silêncios" da Irmandade Muçulmana e especialmente de Muhammad Qutb".
Muhammad Qutb, irmão e promotor do conhecido Sayyid Qutb, defendeu vigorosamente a escravatura islâmica das críticas ocidentais, dizendo às suas audiências que "o Islão deu libertação espiritual aos escravos" e que "no período inicial do Islão, o escravo foi exaltado a um estado de humanidade tão nobre como nunca tinha sido testemunhado em qualquer outra parte do mundo.   Ele contrastou o adultério, prostituição, e o que ele chamou "aquela forma mais odiosa de animalismo" - o sexo casual -, encontrado na Europa, com o que ele considerou "aquele laço limpo e espiritual que liga uma escrava ao seu senhor no Islão".
Nos últimos anos, segundo alguns estudiosos, como Khaled Abou El Fadl e William Clarence-Smith, tem havido uma reabertura da questão da escravatura por alguns estudiosos islâmicos conservadores salafistas.
Em 2003, Saleh Al-Fawzan, membro do mais alto órgão religioso da Arábia Saudita, o Conselho Superior de Clérigos, emitiu uma fatwa alegando que "a escravatura faz parte do Islão. A escravatura faz parte da jiade, e a jiade permanecerá enquanto houver islamismo" e os estudiosos muçulmanos que disseram o contrário eram "infiéis". Em 2016, al-Fawzan respondeu a uma pergunta sobre a tomada de mulheres iazidis como escravas sexuais, reiterando que "escravizar mulheres na guerra não é proibido no Islão", e acrescentou que aqueles que proíbem a escravatura ou são "ignorantes ou infiéis".

## Negacionismo e omissão
Nas palavras de Orlando Patterson, mais do que uma instituição "peculiar", a escravatura é a instituição "embaraçosa". O tema demasiadas vezes encoraja o silêncio.
As causas do negacionismo podem ser crenças religiosas, jogos políticos, interesses financeiros e egoísmo, ou um mecanismo de defesa contra ideias ou factos perturbadores. Por vezes existe o desejo compreensível de não reacender velhos conflitos, que poderiam provocar caos e sofrimento nas sociedades ou nações. O orgulho, o nacionalismo, desempenham também um papel; as ditaduras também não costumam permitir análises históricas isentas.
Em Agosto de 2018, foi noticiado que a Al Jazeera tinha censurado a série documental Rotas da Escravatura, um série europeia conjunta do canal francês Arte, RTP e LX Filmes. Todo o primeiro episódio, que versava sobre "o processo que levou o Império Muçulmano a tecer de forma duradoura uma imensa rede de tráfico de escravos pela África, Médio Oriente e Ásia" foi eliminado. Em troca, a rede de televisão afirmou que a escravatura em África foi uma prática fundada pelos portugueses.